# Veronika Týblová
Veronika Týblová-Polívková (* 6. srpen 1970 Jablonec nad Nisou) je bývalá dětská herečka, nyní učitelka na základní škole.

## Herecká kariéra
Narodila se v Jablonci nad Nisou, ale přestěhovala se s rodinou do Prahy, kde ji ve druhé třídě na základní škole objevili filmaři, kteří hledali dívku pro hlavní roli Terezky do pohádky Kočičí princ. V tomto filmu si nakonec zahrála jednu z vedlejších rolí Míši. O rok později vyhrála konkurz na její nejznámější roli Mařenky v televizní seriálu Arabela. Do třinácti let si zahrála ještě v několika menších rolích. Poté skončila s hereckou kariérou. Dostala také nabídku k natočení příběhu s prorežimním politickým podtextem. Jelikož její tatínek Stanislav Týbl byl novinář perzekvovaný za politické názory a po roce 1968 nemohl psát, zakázal jí v tomto filmu hrát.

## Studium
V roce 1988 absolvovala Gymnázium Nad Štolou na Praze 7, poté studovala na pedagogické fakultě. Od roku 1991 učí na základní škole v Praze 4 .

## Rodinný život
Se svým prvním manželem se seznámila na diskotéce a ve dvaceti letech se za něj provdala. V roce 1996 se jí narodil syn Petr. Manželství ale dlouho nevydrželo. Za dva roky od rozvodu prvního manželství se znovu vdala a v roce 2003 se jí narodila dcera Viktorie. Posléze se opět rozvedla. Žije s dětmi v panelovém domě na Černém Mostě.

## Filmografie
- Potrhlá Andula (pohádka, rok neuveden)[4]
- 1978 Kočičí princ - Míša
- 1979 Arabela - Mařenka Hermannová
- 1980 Poeta (krátkometrážní drama studentů FAMU)
- 1982 Kousek nebe (Ein Stück Himmel – německý seriál)[4]
- 1982 Madlenka a strašidla - Madlenka
- 1983 Petra a Pavla (televizní film)
- 2001 O ztracené lásce (televizní seriál)